# Pseudomimetis
Pseudomimetis là một chi bướm đêm thuộc họ Geometridae.

## Các loài
- Pseudomimetis picta
- Pseudomimetis semiviridis
- Pseudomimetis sylvatica
- Pseudomimetis vailima